# MESFET
In elettronica un MESFET (acronimo dell'inglese Metal-Semiconductor Field-Effect Transistor, lett. "transistor a effetto di campo metallo-semiconduttore") è un tipo di transistor a effetto di campo simile ad un JFET, con la differenza che il gate viene realizzato con una giunzione Schottky, cioè tra metallo e semiconduttore, al posto della giunzione p-n. Sono normalmente costruiti in GaAs, InP o SiC e sono dunque più veloci ma più costosi dei JFET o dei MOSFET realizzati in silicio. I MESFET possono operare fino alla frequenza di circa 45 GHz e sono componenti spesso utilizzati per la costruzione di sistemi a microonde.
La principale limitazione dei MESFET risiede nella scarsa mobilità delle lacune all'interno dei materiali dei gruppi III-V: se si volesse realizzare un sistema CMOS tramite MESFET non sarebbe possibile ottenere le stesse prestazioni in frequenza per i dispositivi a canale p e a canale n.

## Struttura
Il MESFET è un dispositivo a quattro terminali: Gate, Source, Drain e Body.
Analogamente ad un JFET il MESFET è realizzato in modo da avere un canale di conduzione modulato da un allargamento di una zona di svuotamento controllata dal gate.
A differenza dei JFET, dove il canale di conduzione viene controllato dallo svuotamento di una giunzione PN, in un MESFET viene realizzata una giunzione Schottky sul gate (tipicamente Al su GaAs-n), con il risultato di combinare l'elevata mobilità dei materiali III-V con la capacità di svuotamento del metallo, principale vantaggio dei diodi Schottky.

## Prestazioni in frequenza
In prima approssimazione, la frequenza di taglio di un MESFET è il rapporto tra la sua transconduttanza e la somma delle capacità viste dal gate, ed è proporzionale a μ/L², rispettivamente la mobilità degli elettroni nel canale e la lunghezza del canale stesso.
La scelta dei materiali III-V permette non solo di avere mobilità elevate (sia sufficiente pensare che in GaAs la mobilità degli elettroni è di circa 8500 cm2/(V·s) a 300K contro i 1400 cm2/(V·s) del silicio) ma anche di realizzare, tramite tecnologie di impiantazione ionica, dispositivi molto più corti dei JFET. Sono comunemente usati nelle telecomunicazioni a microonde e per i radar. Dal punto di vista del design di circuiti digitali, l'uso dei MESFET è particolarmente difficoltoso.